# Alfredo Rota
Alfredo Rota (ur. 21 lipca 1975 w Mediolanie) – włoski szermierz, szpadzista, dwukrotny medalista igrzysk olimpijskich i mistrzostw świata.
Podczas igrzysk olimpijskich w Sydney w 2000 roku reprezentacja Włoch w składzie: Angelo Mazzoni, Paolo Milanoli, Alfredo Rota i Maurizio Randazzo zdobyła złoty medal w zawodach drużynowych. Zajął tam również dziesiąte miejsce indywidualnie. Na rozgrywanych cztery lata później igrzyskach olimpijskich w Atenach był dziewiąty w zawodach indywidualnych. Brał też udział w igrzyskach olimpijskich w Pekinie w 2008 roku, gdzie wspólnie z Diego Confalonierim, Matteo Tagliariolem i Stefano Carozzo zdobył brązowy medal drużynowo. W rywalizacji indywidualnej zajął tym razem 21. miejsce.
Na mistrzostwach świata w Kapsztadzie w 1997 roku razem z Angelo Mazzonim, Sandro Cuomo i Maurizio Randazzo zajął trzecie miejsce w zawodach drużynowych. W tej samej konkurencji Włosi w składzie: Stefano Carozzo, Diego Confalonieri, Alfredo Rota i Matteo Tagliariol zajęli drugie miejsce podczas mistrzostw świata w Petersburgu w 2007 roku.
Ponadto kilkukrotnie zdobywał medale mistrzostw Europy, w tym złoty w rywalizacji drużynowej na mistrzostwach Europy w Bolzano w 1999 roku. Był także mistrzem Włoch.
Jego ciotka, Bruna Colombetti-Peroncini, także uprawiała szermierkę.